# Dendrolagus ursinus
Dendrolagus ursinus é uma espécie de marsupial da família Macropodidae. Endêmica da Nova Guiné Ocidental na Indonésia.